# Philibert Hamelin
Philibert Hamelin, parfois Philebert, né à Tours, mort étranglé et brûlé le 12 avril 1557, à Bordeaux, est un prédicateur protestant brûlé au XVIe siècle pour avoir procédé à des destructions d'icônes dans les églises du Poitou lors de ses premiers prêches. Il est considéré comme un martyr par les communautés protestantes.

## Biographie
Ancien prêtre de Chinon, converti au calvinisme, emprisonné en 1546 à Saintes, il voit brûler un de ses coreligionnaires, Nicole. Il « dissimule sa foi » (il abjure) et s'enfuit en Suisse. Il établit à Genève une imprimerie, puis, d'imprimeur, il redevient missionnaire, retourne en Saintonge en 1554 et pendant deux ans, évangélise le Bas-Poitou. Pour ce faire, il se mêle aux paysans, et les instruit à leur moment de repos, à l'ombre d'un arbre, ou d'une haie. Il exerce son ministère à Saintes puis dans la presqu'île d'Arvert (septembre 1555) dont il organise la première église, et enfin dans l'île d'Oléron. Il demande du renfort à Genève mais il est arrêté après un baptême. Ses amis, dont Bernard Palissy et les Parthenay essayent de le faire sauver.

« Je pris la hardiesse, » dit Bernard Palissy, « d'aller remontrer à six des principaux juges et magistrats de cette ville de Saintes qu'ils avaient emprisonné un prophète, un ange de Dieu, envoyé pour annoncer sa parole et jugement de condamnation aux hommes sur le dernier temps, leur assurant qu'il y avait onze ans que je connaissais ledit Philibert Hamelin d'une si sainte vie, qu'il me semblait que les autres hommes étaient diables au regard de lui. »

Condamné à mort à Bordeaux, dégradé à l'église de Saint-André, il fut étranglé, et jeté au bûcher en 1557. Il avait écrit un traité sur les psaumes.